# Tour de Grande-Bretagne 2017
Le Tour de Grande-Bretagne 2017 est la 78e édition de cette course cycliste sur route masculine. Il a lieu du 3 au 10 septembre 2017. Il figure au calendrier de l'UCI Europe Tour 2017 en catégorie 2.HC. et comprend huit étapes.

## Présentation

### Équipes
| WorldTeams (10)- BMC Racing Team - Cannondale-Drapac - Lotto-Soudal - Sky - Lotto NL-Jumbo - Movistar Team - Orica-Scott - Quick-Step Floors - Dimension Data - Katusha-Alpecin Équipes continentales professionnelles (3)- Bardiani CSF - Wanty-Groupe Gobert - CCC Sprandi Polkowice Équipes continentales (6)- An Post-ChainReaction - Bike Channel-Canyon - Cylance - JLT Condor - Madison Genesis - ONE Pro Cycling Équipe nationale- Grande-Bretagne |
| |

## Étapes
| Étape     | Date     | Villes étapes                | type                        | Distance (km) | Vainqueur d'étape    | Leader du classement général |
| --------- | -------- | ---------------------------- | --------------------------- | ------------- | -------------------- | ---------------------------- |
| 1re étape | 3 sept.  | Édimbourg – Kelso            | étape vallonnée             | 190,1         | Caleb Ewan           | Caleb Ewan                   |
| 2e étape  | 4 sept.  | Kielder Water – Blyth        | étape vallonnée             | 211,7         | Elia Viviani         | Elia Viviani                 |
| 3e étape  | 5 sept.  | Normanby Hall – Scunthorpe   | étape de plaine             | 176,9         | Caleb Ewan           | Caleb Ewan                   |
| 4e étape  | 6 sept.  | Mansfield – Newark-on-Trent  | étape de plaine             | 164,7         | Fernando Gaviria     | Elia Viviani                 |
| 5e étape  | 7 sept.  | Tendring – Tendring          | contre-la-montre individuel | 16,2          | Lars Boom            | Lars Boom                    |
| 6e étape  | 8 sept.  | Newmarket – Aldeburgh        | étape de plaine             | 186,9         | Caleb Ewan           | Lars Boom                    |
| 7e étape  | 9 sept.  | Hemel Hempstead – Cheltenham | étape vallonnée             | 185,1         | Dylan Groenewegen    | Lars Boom                    |
| 8e étape  | 10 sept. | Worcester – Cardiff          | étape vallonnée             | 180,2         | Edvald Boasson Hagen | Lars Boom                    |

## Déroulement de la course

### 1reétape
| \| Classement de l'étape \| Classement de l'étape \| Classement de l'étape \| Classement de l'étape \| Classement de l'étape \| \| Coureur \| Coureur \| Pays \| Équipe \| Temps \| \| --------------------- \| --------------------- \| --------------------- \| --------------------- \| --------------------- \| \| 1er \| Caleb Ewan \| Australie \| Orica-Scott \| 4 h 34 min 17 s \| \| 2e \| Edvald Boasson Hagen \| Norvège \| Dimension Data \| + 0 s \| \| 3e \| Elia Viviani \| Italie \| Team Sky \| + 0 s \| |                      |           |                |                 |
| |                      |           |                |                 |
| Source : ProCyclingStats |                      |           |                |                 |
| Classement de l'étape |                      |           |                |                 |
| Coureur | Coureur              | Pays      | Équipe         | Temps           |
| 1er | Caleb Ewan           | Australie | Orica-Scott    | 4 h 34 min 17 s |
| 2e | Edvald Boasson Hagen | Norvège   | Dimension Data | + 0 s           |
| 3e | Elia Viviani         | Italie    | Team Sky       | + 0 s           |

| \| Classement général \| Classement général \| Classement général \| Classement général \| Classement général \| \| Coureur \| Coureur \| Pays \| Équipe \| Temps \| \| ------------------ \| -------------------- \| ------------------ \| ------------------ \| ------------------ \| \| 1er \| Caleb Ewan \| Australie \| Orica-Scott \| 4 h 34 min 07 s \| \| 2e \| Edvald Boasson Hagen \| Norvège \| Dimension Data \| + 3 s \| \| 3e \| Karol Domagalski \| Pologne \| ONE Pro Cycling \| + 4 s \| |                      |           |                 |                 |
| |                      |           |                 |                 |
| Source : ProCyclingStats |                      |           |                 |                 |
| Classement général |                      |           |                 |                 |
| Coureur | Coureur              | Pays      | Équipe          | Temps           |
| 1er | Caleb Ewan           | Australie | Orica-Scott     | 4 h 34 min 07 s |
| 2e | Edvald Boasson Hagen | Norvège   | Dimension Data  | + 3 s           |
| 3e | Karol Domagalski     | Pologne   | ONE Pro Cycling | + 4 s           |

### 2eétape
| \| Classement de l'étape \| Classement de l'étape \| Classement de l'étape \| Classement de l'étape \| Classement de l'étape \| \| Coureur \| Coureur \| Pays \| Équipe \| Temps \| \| --------------------- \| --------------------- \| --------------------- \| --------------------- \| --------------------- \| \| 1er \| Elia Viviani \| Italie \| Team Sky \| 5 h 16 min 32 s \| \| 2e \| Dylan Groenewegen \| Pays-Bas \| LottoNL-Jumbo \| + 0 s \| \| 3e \| Fernando Gaviria \| Colombie \| Quick-Step Floors \| + 0 s \| |                   |          |                   |                 |
| |                   |          |                   |                 |
| Source : ProCyclingStats |                   |          |                   |                 |
| Classement de l'étape |                   |          |                   |                 |
| Coureur | Coureur           | Pays     | Équipe            | Temps           |
| 1er | Elia Viviani      | Italie   | Team Sky          | 5 h 16 min 32 s |
| 2e | Dylan Groenewegen | Pays-Bas | LottoNL-Jumbo     | + 0 s           |
| 3e | Fernando Gaviria  | Colombie | Quick-Step Floors | + 0 s           |

| \| Classement général \| Classement général \| Classement général \| Classement général \| Classement général \| \| Coureur \| Coureur \| Pays \| Équipe \| Temps \| \| ------------------ \| -------------------- \| ------------------ \| ------------------ \| ------------------ \| \| 1er \| Elia Viviani \| Italie \| Team Sky \| 9 h 50 min 35 s \| \| 2e \| Caleb Ewan \| Australie \| Orica-Scott \| + 4 s \| \| 3e \| Edvald Boasson Hagen \| Norvège \| Dimension Data \| + 7 s \| |                      |           |                |                 |
| |                      |           |                |                 |
| Source : ProCyclingStats |                      |           |                |                 |
| Classement général |                      |           |                |                 |
| Coureur | Coureur              | Pays      | Équipe         | Temps           |
| 1er | Elia Viviani         | Italie    | Team Sky       | 9 h 50 min 35 s |
| 2e | Caleb Ewan           | Australie | Orica-Scott    | + 4 s           |
| 3e | Edvald Boasson Hagen | Norvège   | Dimension Data | + 7 s           |

### 3eétape
| \| Classement de l'étape \| Classement de l'étape \| Classement de l'étape \| Classement de l'étape \| Classement de l'étape \| \| Coureur \| Coureur \| Pays \| Équipe \| Temps \| \| --------------------- \| --------------------- \| --------------------- \| --------------------- \| --------------------- \| \| 1er \| Caleb Ewan \| Australie \| Orica-Scott \| 4 h 04 min 05 s \| \| 2e \| Edvald Boasson Hagen \| Norvège \| Dimension Data \| + 0 s \| \| 3e \| Alexander Kristoff \| Norvège \| Katusha-Alpecin \| + 0 s \| |                      |           |                 |                 |
| |                      |           |                 |                 |
| Source : ProCyclingStats |                      |           |                 |                 |
| Classement de l'étape |                      |           |                 |                 |
| Coureur | Coureur              | Pays      | Équipe          | Temps           |
| 1er | Caleb Ewan           | Australie | Orica-Scott     | 4 h 04 min 05 s |
| 2e | Edvald Boasson Hagen | Norvège   | Dimension Data  | + 0 s           |
| 3e | Alexander Kristoff   | Norvège   | Katusha-Alpecin | + 0 s           |

| \| Classement général \| Classement général \| Classement général \| Classement général \| Classement général \| \| Coureur \| Coureur \| Pays \| Équipe \| Temps \| \| ------------------ \| -------------------- \| ------------------ \| ------------------ \| ------------------ \| \| 1er \| Caleb Ewan \| Australie \| Orica-Scott \| 13 h 54 min 34 s \| \| 2e \| Elia Viviani \| Italie \| Team Sky \| + 6 s \| \| 3e \| Edvald Boasson Hagen \| Norvège \| Dimension Data \| + 7 s \| |                      |           |                |                  |
| |                      |           |                |                  |
| Source : ProCyclingStats |                      |           |                |                  |
| Classement général |                      |           |                |                  |
| Coureur | Coureur              | Pays      | Équipe         | Temps            |
| 1er | Caleb Ewan           | Australie | Orica-Scott    | 13 h 54 min 34 s |
| 2e | Elia Viviani         | Italie    | Team Sky       | + 6 s            |
| 3e | Edvald Boasson Hagen | Norvège   | Dimension Data | + 7 s            |

### 4eétape
| \| Classement de l'étape \| Classement de l'étape \| Classement de l'étape \| Classement de l'étape \| Classement de l'étape \| \| Coureur \| Coureur \| Pays \| Équipe \| Temps \| \| --------------------- \| --------------------- \| --------------------- \| --------------------- \| --------------------- \| \| 1er \| Fernando Gaviria \| Colombie \| Quick-Step Floors \| 3 h 43 min 31 s \| \| 2e \| Elia Viviani \| Italie \| Team Sky \| + 0 s \| \| 3e \| Alexander Kristoff \| Norvège \| Katusha-Alpecin \| + 0 s \| |                    |          |                   |                 |
| |                    |          |                   |                 |
| Source : ProCyclingStats |                    |          |                   |                 |
| Classement de l'étape |                    |          |                   |                 |
| Coureur | Coureur            | Pays     | Équipe            | Temps           |
| 1er | Fernando Gaviria   | Colombie | Quick-Step Floors | 3 h 43 min 31 s |
| 2e | Elia Viviani       | Italie   | Team Sky          | + 0 s           |
| 3e | Alexander Kristoff | Norvège  | Katusha-Alpecin   | + 0 s           |

| \| Classement général \| Classement général \| Classement général \| Classement général \| Classement général \| \| Coureur \| Coureur \| Pays \| Équipe \| Temps \| \| ------------------ \| ------------------ \| ------------------ \| ------------------ \| ------------------ \| \| 1er \| Elia Viviani \| Italie \| Team Sky \| 17 h 38 min 05 s \| \| 2e \| Caleb Ewan \| Australie \| Orica-Scott \| + 0 s \| \| 3e \| Fernando Gaviria \| Colombie \| Quick-Step Floors \| + 6 s \| |                  |           |                   |                  |
| |                  |           |                   |                  |
| Source : ProCyclingStats |                  |           |                   |                  |
| Classement général |                  |           |                   |                  |
| Coureur | Coureur          | Pays      | Équipe            | Temps            |
| 1er | Elia Viviani     | Italie    | Team Sky          | 17 h 38 min 05 s |
| 2e | Caleb Ewan       | Australie | Orica-Scott       | + 0 s            |
| 3e | Fernando Gaviria | Colombie  | Quick-Step Floors | + 6 s            |

### 5eétape
| \| Classement de l'étape \| Classement de l'étape \| Classement de l'étape \| Classement de l'étape \| Classement de l'étape \| \| Coureur \| Coureur \| Pays \| Équipe \| Temps \| \| --------------------- \| --------------------- \| --------------------- \| --------------------- \| --------------------- \| \| 1er \| Lars Boom \| Pays-Bas \| LottoNL-Jumbo \| 19 min 02 s \| \| 2e \| Victor Campenaerts \| Belgique \| LottoNL-Jumbo \| + 6 s \| \| 3e \| Vasil Kiryienka \| Biélorussie \| Team Sky \| + 7 s \| |                    |             |               |             |
| |                    |             |               |             |
| Source : ProCyclingStats |                    |             |               |             |
| Classement de l'étape |                    |             |               |             |
| Coureur | Coureur            | Pays        | Équipe        | Temps       |
| 1er | Lars Boom          | Pays-Bas    | LottoNL-Jumbo | 19 min 02 s |
| 2e | Victor Campenaerts | Belgique    | LottoNL-Jumbo | + 6 s       |
| 3e | Vasil Kiryienka    | Biélorussie | Team Sky      | + 7 s       |

| \| Classement général \| Classement général \| Classement général \| Classement général \| Classement général \| \| Coureur \| Coureur \| Pays \| Équipe \| Temps \| \| ------------------ \| ------------------ \| ------------------ \| ------------------ \| ------------------ \| \| 1er \| Lars Boom \| Pays-Bas \| LottoNL-Jumbo \| 17 h 57 min 25 s \| \| 2e \| Victor Campenaerts \| Belgique \| LottoNL-Jumbo \| + 8 s \| \| 3e \| Vasil Kiryienka \| Biélorussie \| Team Sky \| + 9 s \| |                    |             |               |                  |
| |                    |             |               |                  |
| Source : ProCyclingStats |                    |             |               |                  |
| Classement général |                    |             |               |                  |
| Coureur | Coureur            | Pays        | Équipe        | Temps            |
| 1er | Lars Boom          | Pays-Bas    | LottoNL-Jumbo | 17 h 57 min 25 s |
| 2e | Victor Campenaerts | Belgique    | LottoNL-Jumbo | + 8 s            |
| 3e | Vasil Kiryienka    | Biélorussie | Team Sky      | + 9 s            |

### 6eétape
| \| Classement de l'étape \| Classement de l'étape \| Classement de l'étape \| Classement de l'étape \| Classement de l'étape \| \| Coureur \| Coureur \| Pays \| Équipe \| Temps \| \| --------------------- \| --------------------- \| --------------------- \| --------------------- \| --------------------- \| \| 1er \| Caleb Ewan \| Australie \| Orica-Scott \| 4 h 13 min 06 s \| \| 2e \| Fernando Gaviria \| Colombie \| Quick-Step Floors \| + 0 s \| \| 3e \| Dylan Groenewegen \| Pays-Bas \| LottoNL-Jumbo \| + 0 s \| |                   |           |                   |                 |
| |                   |           |                   |                 |
| Source : ProCyclingStats |                   |           |                   |                 |
| Classement de l'étape |                   |           |                   |                 |
| Coureur | Coureur           | Pays      | Équipe            | Temps           |
| 1er | Caleb Ewan        | Australie | Orica-Scott       | 4 h 13 min 06 s |
| 2e | Fernando Gaviria  | Colombie  | Quick-Step Floors | + 0 s           |
| 3e | Dylan Groenewegen | Pays-Bas  | LottoNL-Jumbo     | + 0 s           |

| \| Classement général \| Classement général \| Classement général \| Classement général \| Classement général \| \| Coureur \| Coureur \| Pays \| Équipe \| Temps \| \| ------------------ \| ------------------ \| ------------------ \| ------------------ \| ------------------ \| \| 1er \| Lars Boom \| Pays-Bas \| LottoNL-Jumbo \| 22 h 10 min 31 s \| \| 2e \| Victor Campenaerts \| Belgique \| LottoNL-Jumbo \| + 8 s \| \| 3e \| Vasil Kiryienka \| Biélorussie \| Team Sky \| + 9 s \| |                    |             |               |                  |
| |                    |             |               |                  |
| Source : ProCyclingStats |                    |             |               |                  |
| Classement général |                    |             |               |                  |
| Coureur | Coureur            | Pays        | Équipe        | Temps            |
| 1er | Lars Boom          | Pays-Bas    | LottoNL-Jumbo | 22 h 10 min 31 s |
| 2e | Victor Campenaerts | Belgique    | LottoNL-Jumbo | + 8 s            |
| 3e | Vasil Kiryienka    | Biélorussie | Team Sky      | + 9 s            |

### 7eétape
| \| Classement de l'étape \| Classement de l'étape \| Classement de l'étape \| Classement de l'étape \| Classement de l'étape \| \| Coureur \| Coureur \| Pays \| Équipe \| Temps \| \| --------------------- \| --------------------- \| --------------------- \| --------------------- \| --------------------- \| \| 1er \| Dylan Groenewegen \| Pays-Bas \| LottoNL-Jumbo \| 4 h 26 min 58 s \| \| 2e \| Caleb Ewan \| Australie \| Orica-Scott \| + 0 s \| \| 3e \| Brenton Jones \| Australie \| JLT Condor \| + 0 s \| |                   |           |               |                 |
| |                   |           |               |                 |
| Source : ProCyclingStats |                   |           |               |                 |
| Classement de l'étape |                   |           |               |                 |
| Coureur | Coureur           | Pays      | Équipe        | Temps           |
| 1er | Dylan Groenewegen | Pays-Bas  | LottoNL-Jumbo | 4 h 26 min 58 s |
| 2e | Caleb Ewan        | Australie | Orica-Scott   | + 0 s           |
| 3e | Brenton Jones     | Australie | JLT Condor    | + 0 s           |

| \| Classement général \| Classement général \| Classement général \| Classement général \| Classement général \| \| Coureur \| Coureur \| Pays \| Équipe \| Temps \| \| ------------------ \| ------------------ \| ------------------ \| ------------------ \| ------------------ \| \| 1er \| Lars Boom \| Pays-Bas \| LottoNL-Jumbo \| 26 h 37 min 28 s \| \| 2e \| Stefan Küng \| Suisse \| BMC Racing Team \| + 8 s \| \| 3e \| Victor Campenaerts \| Belgique \| LottoNL-Jumbo \| + 9 s \| |                    |          |                 |                  |
| |                    |          |                 |                  |
| Source : ProCyclingStats |                    |          |                 |                  |
| Classement général |                    |          |                 |                  |
| Coureur | Coureur            | Pays     | Équipe          | Temps            |
| 1er | Lars Boom          | Pays-Bas | LottoNL-Jumbo   | 26 h 37 min 28 s |
| 2e | Stefan Küng        | Suisse   | BMC Racing Team | + 8 s            |
| 3e | Victor Campenaerts | Belgique | LottoNL-Jumbo   | + 9 s            |

### 8eétape
| \| Classement de l'étape \| Classement de l'étape \| Classement de l'étape \| Classement de l'étape \| Classement de l'étape \| \| Coureur \| Coureur \| Pays \| Équipe \| Temps \| \| --------------------- \| --------------------- \| --------------------- \| --------------------- \| --------------------- \| \| 1er \| Edvald Boasson Hagen \| Norvège \| Dimension Data \| 4 h 19 min 00 s \| \| 2e \| Maximiliano Richeze \| Argentine \| Quick-Step Floors \| + 0 s \| \| 3e \| Alexander Kristoff \| Norvège \| Katusha-Alpecin \| + 0 s \| |                      |           |                   |                 |
| |                      |           |                   |                 |
| Source : ProCyclingStats |                      |           |                   |                 |
| Classement de l'étape |                      |           |                   |                 |
| Coureur | Coureur              | Pays      | Équipe            | Temps           |
| 1er | Edvald Boasson Hagen | Norvège   | Dimension Data    | 4 h 19 min 00 s |
| 2e | Maximiliano Richeze  | Argentine | Quick-Step Floors | + 0 s           |
| 3e | Alexander Kristoff   | Norvège   | Katusha-Alpecin   | + 0 s           |

## Classements finals

### Classement général
| \| Classement général \| Classement général \| Classement général \| Classement général \| Classement général \| \| Coureur \| Coureur \| Pays \| Équipe \| Temps \| \| ------------------ \| -------------------- \| ------------------ \| ------------------ \| ------------------ \| \| 1er \| Lars Boom \| Pays-Bas \| LottoNL-Jumbo \| 30 h 56 min 24 s \| \| 2e \| Edvald Boasson Hagen \| Norvège \| Dimension Data \| + 8 s \| \| 3e \| Stefan Küng \| Suisse \| BMC Racing Team \| + 10 s \| \| 4e \| Victor Campenaerts \| Belgique \| LottoNL-Jumbo \| + 13 s \| \| 5e \| Michał Kwiatkowski \| Pologne \| Team Sky \| + 18 s \| \| 6e \| Jos van Emden \| Pays-Bas \| LottoNL-Jumbo \| + 18 s \| \| 7e \| Geraint Thomas \| Royaume-Uni \| Team Sky \| + 24 s \| \| 8e \| Tony Martin \| Allemagne \| Katusha-Alpecin \| + 25 s \| \| 9e \| Owain Doull \| Royaume-Uni \| Team Sky \| + 33 s \| \| 10e \| Ryan Mullen \| Irlande \| Cannondale-Drapac \| + 38 s \| |                      |             |                   |                  |
| |                      |             |                   |                  |
| Source : ProCyclingStats |                      |             |                   |                  |
| Classement général |                      |             |                   |                  |
| Coureur | Coureur              | Pays        | Équipe            | Temps            |
| 1er | Lars Boom            | Pays-Bas    | LottoNL-Jumbo     | 30 h 56 min 24 s |
| 2e | Edvald Boasson Hagen | Norvège     | Dimension Data    | + 8 s            |
| 3e | Stefan Küng          | Suisse      | BMC Racing Team   | + 10 s           |
| 4e | Victor Campenaerts   | Belgique    | LottoNL-Jumbo     | + 13 s           |
| 5e | Michał Kwiatkowski   | Pologne     | Team Sky          | + 18 s           |
| 6e | Jos van Emden        | Pays-Bas    | LottoNL-Jumbo     | + 18 s           |
| 7e | Geraint Thomas       | Royaume-Uni | Team Sky          | + 24 s           |
| 8e | Tony Martin          | Allemagne   | Katusha-Alpecin   | + 25 s           |
| 9e | Owain Doull          | Royaume-Uni | Team Sky          | + 33 s           |
| 10e | Ryan Mullen          | Irlande     | Cannondale-Drapac | + 38 s           |